# Heather Watson
Heather Watson (født 19. maj 1992 på Guernsey) er en kvindelig professionel tennisspiller fra Storbritannien.
Heather Watsons højeste rangering på WTA's verdensrangliste i single er nummer 38, hvilket hun opnåede den 19. januar 2015. I double er hendes bedste placering nr. 45, hvilket blev opnået den 15. april 2013. 